# Erantheminae
Erantheminae, podtribus primogovki smješten u tribus Ruellieae, dio potporodice Acanthoideae. Sastoji se od 5 rodova sa 50 vrsta.

## Rodovi
1. Tribus Ruellieae Dumort.
  1. Subtribus Erantheminae Nees
    1. Brunoniella Bremek. (6 spp.)
    2. Leptosiphonium F. Muell. (10 spp.)
    3. Pararuellia Bremek. & Nann.-Bremek. (11 spp.)
    4. Eranthemum L. (22 spp.)
    5. Kosmosiphon Lindau (1 sp.)